# Incidente aereo al salone di Le Bourget
L'incidente aereo al salone di Le Bourget avvenne il 3 giugno 1973 in occasione del 30º salone aeronautico di Parigi presso l'aeroporto di Le Bourget: un prototipo del velivolo passeggeri supersonico Tupolev Tu-144S si destrutturò durante un volo di esibizione, schiantandosi sul vicino villaggio di Goussainville; persero la vita i 6 membri d'equipaggio e 8 persone che si trovavano a terra.
Il disastro, causato da una combinazione di difetti strutturali del velivolo, errori umani e probabilmente anche dall'intromissione di un altro aereo, arrecò una brusca battuta d'arresto allo sviluppo del Tu-144 e ne compromise la credibilità come concorrente del Concorde.

## L'incidente

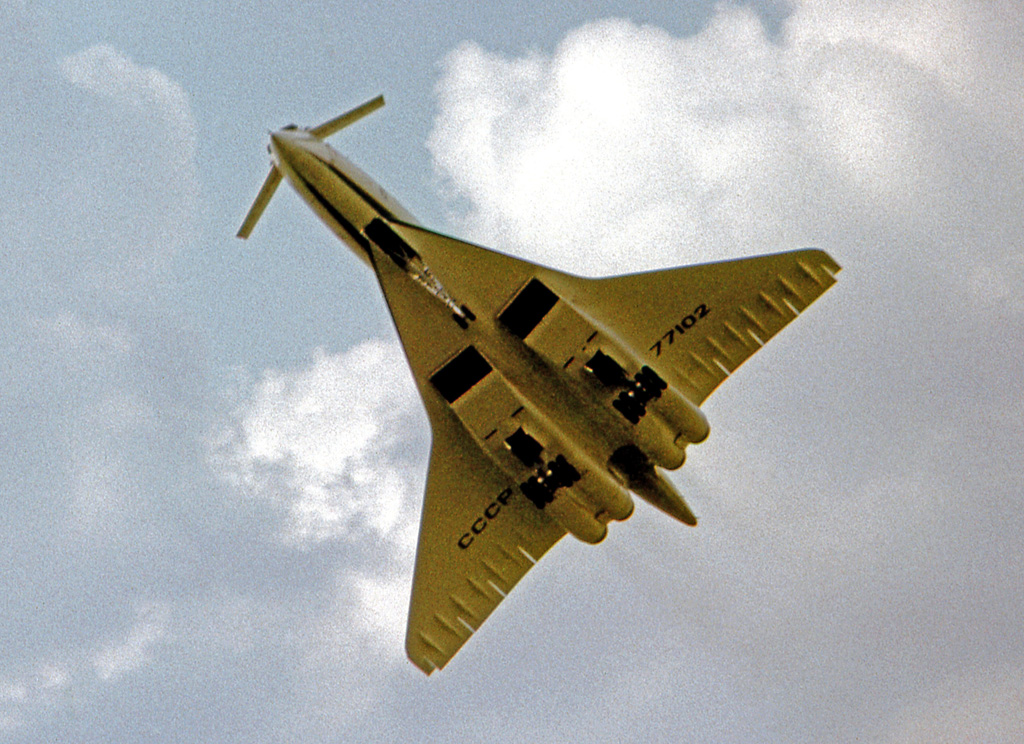
Il Tu-144 СССР-77102 effettua un volo di prova il giorno prima dell'incidente

Nel 1973 l'Unione Sovietica inviò un Tupolev Tu-144S (avente matricola СССР-77102 e numero di serie 01–2) alla trentesima edizione del salone aeronautico internazionale all'aeroporto di Parigi-Le Bourget. Il velivolo in questione aveva volato per la prima volta il 29 marzo 1972 e rispetto ai primissimi Tu-144 presentava diverse novità tecniche: i carrelli d'atterraggio si ritraevano nelle gondole dei motori anziché nella fusoliera e le alette canard situate vicino alla cabina di pilotaggio (tratto peculiare di questo aereo, che contribuivano a migliorare portanza e governabilità alle basse velocità) potevano essere estratte o ripiegate a seconda della necessità.
L'equipaggio incaricato di pilotare il velivolo per l'occasione era agli ordini del comandante Mikhail Kozlov e composto dal copilota Valery M. Molchanov, dall'ufficiale di rotta G. N. Bazhenov, dal viceprogettista V. N. Benderov e dagli ingegneri B. A. Pervukhin e A. I. Dralin.
La presenza del Tu-144S al salone parigino era principalmente finalizzata a dimostrare i progressi compiuti rispetto al 1971 (anno della prima presenza di un prototipo del Tupolev supersonico alla rassegna) e soprattutto affermare la superiorità del progetto sovietico rispetto all'omologo aviogetto europeo Concorde, di cui era ugualmente prevista la presentazione di un prototipo nel quadro del tour promozionale mondiale che British Aerospace e Aérospatiale avevano programmato per sensibilizzare le compagnie aeree all'acquisto; il comandante Kozlov si disse certo di poter superare le prestazioni offerte dall'aereo anglo-francese durante le sue esibizioni.
Il 3 giugno, giornata conclusiva dell'airshow (dinnanzi a una folla di 350 000 spettatori, tra i quali vi era lo stesso capo progetto Alexei Tupolev), il Concorde eseguì per primo il proprio volo dimostrativo, con prudenza e senza effettuare manovre eccessivamente ardite, ma riscuotendo il favore dei presenti; Kozlov contestualmente ribadì la propria determinazione nel fare meglio.
Conclusa l'esibizione del Concorde, il Tu-144 si levò in volo e iniziò la propria performance, ma dopo pochi minuti fece come se volesse subito ri-atterrare, estraendo i carrelli e le alette canard e allineandosi a una delle piste di Le Bourget. Qualche istante dopo, inspiegabilmente, l'aereo sovietico fece una brusca cabrata coi motori alla massima potenza, risalendo a circa 1200 metri dal suolo: l'angolo d'ascesa eccessivo causò uno stallo aerodinamico; il pilota, probabilmente tentando di recuperare il controllo, spinse il Tupolev in picchiata, sempre con le manette al massimo. Ciò finì per stressare eccessivamente la struttura, sottoposta a un'accelerazione stimata in circa 4,5 o 5 g: alcuni spettatori affermarono di aver visto una delle alette canard staccarsi e urtare ad alta velocità l'ala destra, che a sua volta si distaccò dalla fusoliera e diede inizio alla completa disarticolazione dell'aereo, che si schiantò contro il limitrofo villaggio di Goussainville, sprigionando un vasto incendio che distrusse 15 case e la scuola materna Louis Pasteur (che essendo domenica era chiusa). I 6 membri dell'equipaggio e 8 persone a terra (tra cui tre bambini) persero la vita; i feriti furono circa 60.

## Ipotesi sulle cause

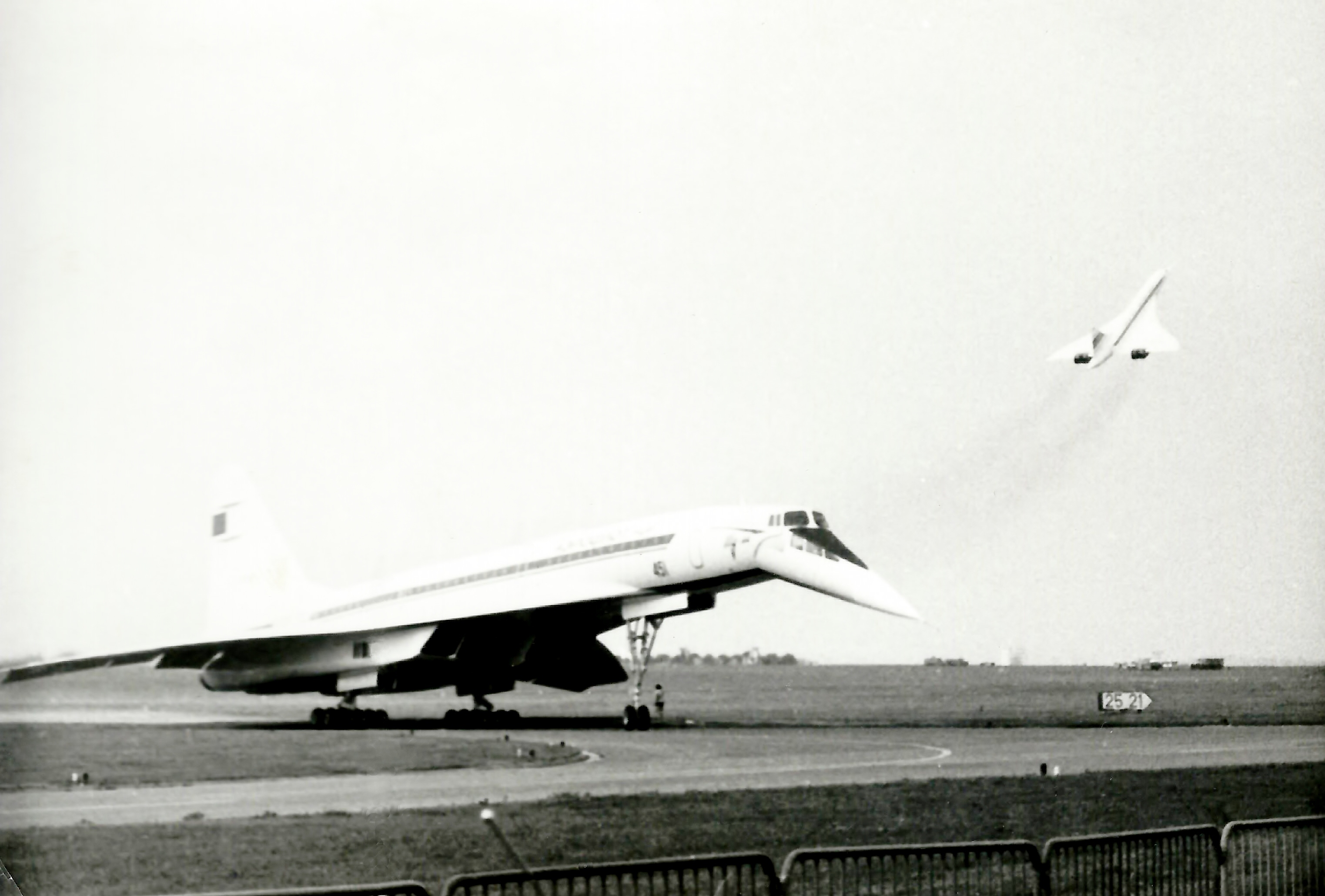
Fotografia scattata poco prima della sciagura: il Concorde decolla per il proprio volo dimostrativo, il Tu-144 attende il proprio turno in pista.

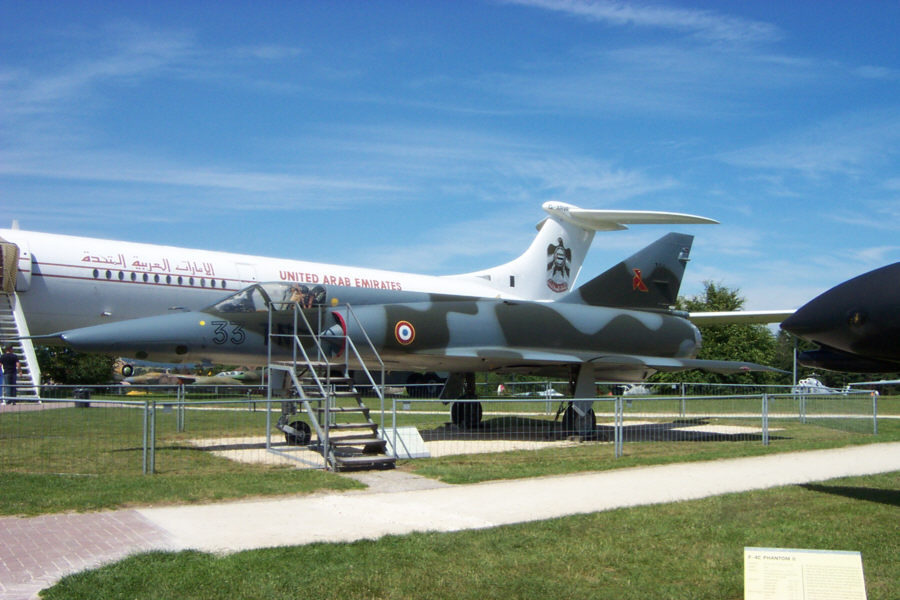
Un caccia Dassault Mirage IIIR, del tutto analogo a quello che si ipotizza abbia ostacolato il Tu-144, spingendolo a compiere la manovra fatale.

Poiché l'incidente aveva coinvolto un prototipo, le indagini sulle cause furono affidate a un dipartimento dell'esercito francese, in cooperazione con le autorità sovietiche. I rottami del Tupolev vennero raccolti in un hangar all'aeroporto di Le Bourget e quindi riportati in URSS a bordo di un Antonov An-22.
Si apprese che poco prima dell'esibizione i tecnici sovietici erano intervenuti sugli impianti di stabilizzazione dell'aereo, allo scopo di permettere l'esecuzione di manovre più ardite: in tal modo però gli elevoni avrebbero finito per imprimere al Tu-144 traiettorie troppo estreme, in particolare arrivando, in fase di picchiata, a un'inclinazione di 10 gradi contro i 5 normalmente previsti.
Fu anche ipotizzato che le brusche manovre del Tu-144 fossero state attuate nel tentativo di evitare l'impatto con un caccia Dassault Mirage III che gli si era avvicinato troppo, probabilmente nel tentativo di fotografare alcune parti dell'aeromobile, nello specifico le alette canard. Il primo rapporto delle autorità francesi tuttavia escluse che un caccia stesse volando contemporaneamente al Tupolev, circostanza che avrebbe peraltro configurato un possibile caso di spionaggio industriale; in anni seguenti la presenza in volo del Mirage (e il fatto che l'equipaggio sovietico non ne fosse stato avvertito) venne ammessa, ma si precisò che non vi fu un reale rischio di collisione in volo. Alcune testimonianze oculari raccolte da Howard Moon, pubblicista esperto di aeronautica sovietica (che scrisse un libro proprio sul Tu-144), confermarono che il pilota del caccia francese fosse salito a bordo del suo velivolo con una macchina fotografica.
Lo stesso Moon osservò inoltre che il Tupolev era stato invitato via radio a ridurre la durata della propria esibizione, il che avrebbe costituito un fattore di stress per i piloti (già tesi al pensiero di dover compiere una miglior performance rispetto a quella del Concorde), complice anche la poca confortevolezza della cabina di pilotaggio del Tu-144, dalla quale la visibilità (in particolare quella frontale) era estremamente ridotta. Cercando di riportare l'aereo al suolo, essi si sarebbero tuttavia allineati con una pista diversa rispetto a quella abilitata e, una volta resisi conto dell'errore, avrebbero effettuato una riattaccata: in questo frangente si sarebbe verificata l'interferenza del Mirage.
Il pilota collaudatore Bob Hoover, veterano del programma Bell X-1, condivise il punto di vista per cui lo stress e l'ansia da prestazione dell'equipaggio fossero da ritenersi determinanti nell'innesco della catena degli eventi: egli sostenne tuttavia che i piloti sovietici avessero semplicemente cercato di emulare una manovra effettuata poco prima dal Concorde, che aveva compiuto una ripida ascesa fino a 3000 metri per poi stabilizzarsi. Il Tu-144, nel tentativo di fare lo stesso, avrebbe quindi semplicemente compiuto una cabrata superiore al proprio limite di stallo e la successiva picchiata avrebbe superato i suoi limiti fisici e strutturali.
L'esame del Cockpit Voice Recorder fece poi scoprire che, nel corso delle suddette manovre concitate, l'ingegnere V.N. Benderov si era lasciato sfuggire dalle mani una cinepresa, che cadde sulla strumentazione di bordo: ciò fu verosimilmente un ulteriore fattore di distrazione per l'equipaggio.

## Conseguenze
Le salme dei membri dell'equipaggio del Tu-144 furono sepolte il 12 giugno 1973 a Mosca presso il cimitero di Novodevičij. Il comune di Goussainville ha commemorato l'incidente con la posa di una stele sul luogo dello schianto, tra boulevard Charles de Gaulle e rue de la Vallée.
A seguito della sciagura, l'industriale Marcel Dassault propose invano il trasferimento del salone aeronautico alla base militare di Istres per motivi di sicurezza, allo scopo di allontanarlo da zone densamente popolate.
La sciagura danneggiò in maniera decisiva le prospettive operative del Tu-144, contro il quale furono irrogati diversi divieti ad operare negli spazi aerei extrasovietici. La stessa Aeroflot scelse di impiegarlo in maniera molto ridotta e per pochi anni, complici anche i molti problemi tecnici e progettuali che rimasero irrisolti.